# Andrea Deelstra

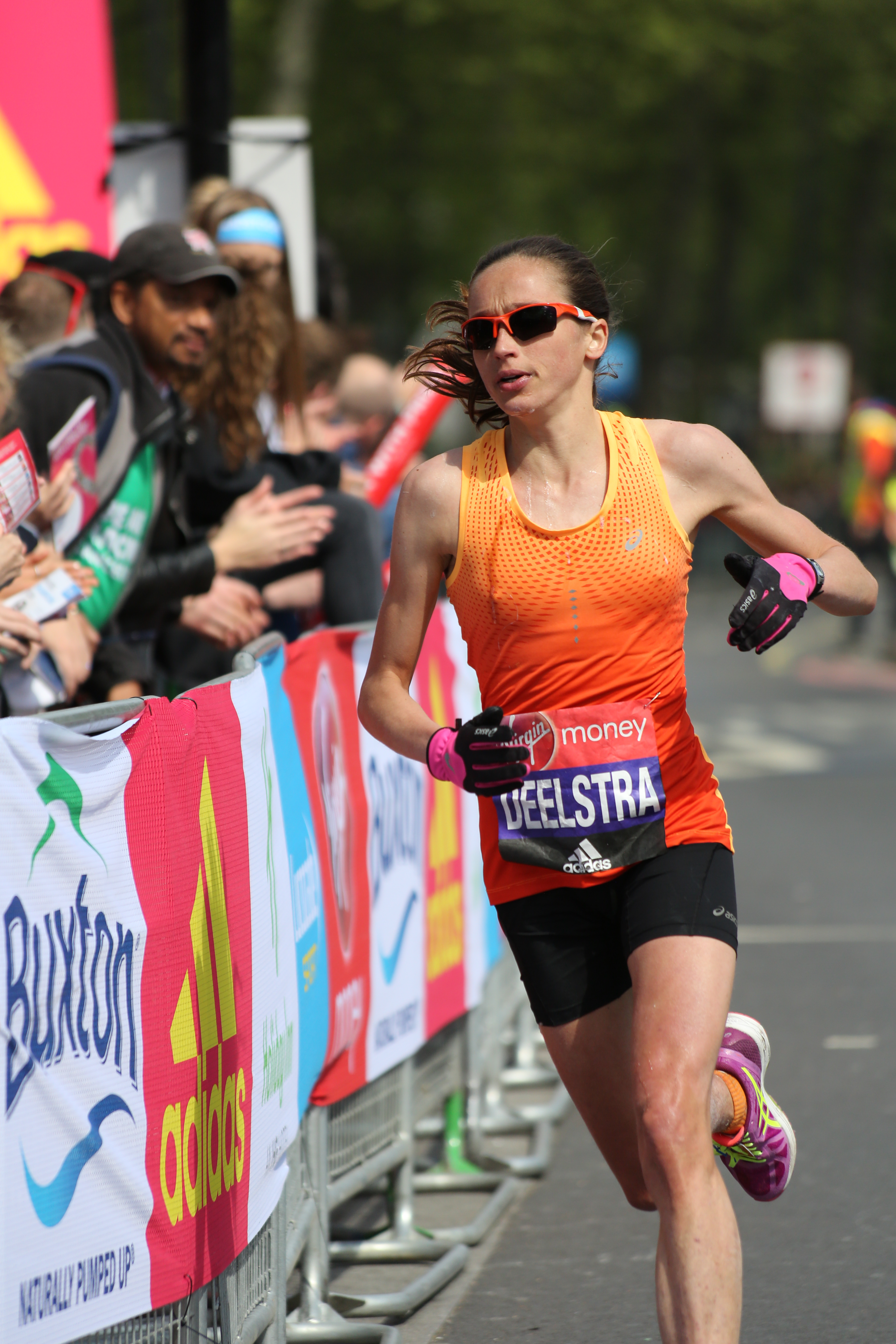
Andrea Deelstra 2017 beim London-Marathon

Andrea Deelstra (* 6. März 1985 in Niebert) ist eine niederländische Langstreckenläuferin.

## Leben
Am 14. Oktober 2012 bestritt sie mit dem Eindhoven-Marathon ihren ersten Marathon, den sie nach 2:34:33 h beendete.
Bei den Leichtathletik-Europameisterschaften 2014 lief auf den 13. Platz mit einer neuen persönlichen Bestleistung von 2:32:39 h.
Beim Berlin-Marathon 2015 am lief sie auf den 5. Platz ins Ziel mit einer neuen persönlichen Bestleistung von 2:26:46 h. Dieses bedeutete zugleich die Qualifikation für die Olympischen Sommerspiele 2016 in Rio de Janeiro.
Beim Marathon der Olympischen Sommerspiele 2020, der abweichend in Sapporo stattfand, kam sie als 44. ins Ziel.

## Persönliche Bestzeiten
- 3000 m Hindernis: 9:54,25 min, 27. Juli 2006, Heusden-Zolder
- Halbmarathon: 1:13:37 h, 8. Januar 2012, Egmond aan Zee
- Marathon: 2:26:46 h, 27. September 2015, Berlin